# José Estrada y Estrada
José Estrada y Estrada (Aguilar de la Frontera, 1874-Málaga, 1936) fue un abogado y político español.

## Biografía
Nació el 31 de enero de 1874 en Aguilar de la Frontera. Hijo de un magistrado, José Estrada y Estrada vivió su infancia trasladándose a los lugares de destino de su padre. Tras estudiar en el egabrense Instituto Aguilar y Eslava y cursar el bachillerato en Cádiz, cursó la carrera de derecho como alumno libre de la Universidad de Granada. Tras licenciarse pasó a trabajar como abogado.

## Carrera política
Adscrito al Partido Liberal-Conservador, comenzó su carrera política como concejal y teniente de alcalde del Ayuntamiento de Málaga y como diputado a Cortes por los distritos de Vélez-Torrox y Ronda-Campillos, en la Provincia de Málaga, alternativamente, desde 1914.
Ocupó los cargos de delegado regio de Pósitos y de subsecretario de Fomento, en el año 1922.
Se alejó de la política activa durante la dictadura de Primo de Rivera, a la que se opuso en sus discursos, para dedicarse plenamente a la abogacía.
Fue nombrado ministro de Justicia y Culto de la dictablanda de Berenguer, ejerciendo como tal desde el 30 de enero hasta el 25 de noviembre de 1930 y, posteriormente, ministro de Fomento, ejerciendo el cargo desde el 25 de noviembre de 1930 hasta el 18 de febrero de 1931.
Convencido monárquico, Estrada trató de aglutinar a las fuerzas que apoyaban la pervivencia del régimen de la Restauración en una candidatura por Málaga de cara las elecciones municipales de abril de 1931. Tras la proclamación de la Segunda República, Estrada mostró su oposición a esta. Fue detenido brevemente en 1932 a raíz de la Sanjurjada.
Tras el comienzo de la Guerra Civil, Estrada, temiendo represalias, se escondió en la casa de un ciudadano inglés que le ofreció refugio, donde no obstante fue detenido el 24 de agosto de 1936 acusado de «de haber autorizado con su firma la muerte de dos invictos capitanes» —Ángel García Hernández y Fermín Galán, protagonistas de la Sublevación de Jaca—. El 13 de septiembre se envió al Tribunal Popular de Málaga un sumario incoado contra Estrada. Fue fusilado en Málaga el 20 de septiembre de 1936 junto a otros 47 reclusos en una multitudinaria saca.